# سیتروس هایتس (کالیفرنیا)
سیتروس هایتس (به انگلیسی: Citrus Heights) شهری در شهرستان ساکرامنتو، کالیفرنیا ایالت کالیفرنیا است که در سرشماری سال ۲۰۱۰ میلادی، ۸۳۳۰۱ نفر جمعیت داشته است.